# Bodo Heimann
Bodo Heimann (* 20. März 1935 in Breslau) ist ein deutscher Schriftsteller.

## Leben

### Persönliches
Bodo Heimann wuchs in Breslau auf. Nach der Flucht im Januar 1945 lebte er zunächst in Markee bei Nauen, dann in Guben, ab Sommer 1947 in Evessen bei Braunschweig und besuchte seit 1948 die Niedersächsische Heimschule Wolfenbüttel, wo er 1955 das Abitur ablegte.
Er heiratete zweimal und ist Vater von drei Söhnen und zwei Töchtern.

### Beruflicher Werdegang
Bodo Heimann studierte Germanistik, Geschichte und Philosophie in Freiburg, Berlin und Frankfurt am Main, legte das 1. und 2. Staatsexamen ab und promovierte 1962 an der Universität Freiburg zum Doktor (Dr. phil.) mit einer Dissertation über Gottfried Benn. Nach der Referendarzeit in Hannover unterrichtete er 1963/65 als Assessor am Gymnasium für Mädchen in Cuxhaven (heute Lichtenberg-Gymnasium Cuxhaven). Gleichzeitig war er Dozent an der Marinefachschule und Vorsitzender der Volkshochschule Cuxhaven. Ab Januar 1966 leitete er als Professor für deutsche Sprache und Literatur vier Jahre lang das „Department of German“ der Osmania University in Haiderabad (Indien). Vom Wintersemester 1969/70 bis zum Sommersemester 2000 lehrte er an der Christian-Albrechts-Universität zu Kiel Neuere Deutsche Literatur, unterbrochen durch eine Gastprofessur für Deutsche Literatur 1976/77 an der University of Alberta in Edmonton (Kanada). Darüber hinaus hielt er viele Gastvorlesungen, Vorträge und Lesungen im In- und Ausland. Er ist Mitglied mehrerer literarischer Gesellschaften, Gründer und Vorsitzender des Euterpe Literaturkreises, Vorsitzender der Goethe-Gesellschaft Kiel, Vorsitzender des Kuratoriums der Stiftung Kulturwerk Schlesien und Mitglied der Accademia d’Europa di Lettere, Scienze ed Arti in Neapel.

### Der Autor
Bodo Heimann ist vor allem Lyriker und Essayist, auch Verfasser von Erzählungen. Zahlreiche seiner literaturwissenschaftlichen Arbeiten erschienen in Fachzeitschriften und Fachbüchern. Zu einigen seiner Gedichte gibt es Vertonungen durch Edith Hamer. Viele seiner Gedichte und Geschichten wurden in mehrere Sprachen übersetzt. Die beiden Bände „Oderland, Lyrische Skizzen einer Kindheit in Schlesien“ und „Geschichten von Meister Eckhart“ erschienen in polnischer Übersetzung in der Reihe „Poetae Silesiae“ in Breslau.

## Publikationen

### Bücher
- Der Süden in der Dichtung Gottfried Benns. Dissertation der Philosophischen Fakultät der Universität, Freiburg 1962.
- Experimentelle Prosa der Gegenwart, Analysen zur Deutschen Sprache und Literatur. München 1978.
- Lebende Spiegel. Gedichte. Kiel 1984.
- Geschichten von Meister Eckhart. Kurzprosa. Kiel 1985. / Geschichten von Meister Eckhart. Neuauflage Husum 2003.
  - polnische Übersetzung: Grzegorz Kowal (Hrsg.): Historie Mistrza Eckharta. Wrocław 2008
- Sternzeitgemäß. Gedichte. Husum 1988.
- Mundus Pictus. Ausgewählte Lyrik. Rendsburg 1989
- Oderland. Lyrische Skizzen einer Kindheit in Schlesien. Husum 1990.
  - polnische Übersetzung: Jan Pacholski (Hrsg.): Nadodrze. Liryczne szkice z dzieciństwa na Śląsku. Wrocław 2008
- Kurzer Besuch. Gedichte. Kiel 1992 (2. Auflage 1998).
- Frei vor dem Wind. Gedichte. Würzburg 1993.
- Sein und Singen. Gedichte. Würzburg 2000.
- Meer Licht. Gedichte. Husum 2006
- Göttliches Indien. Gedichte. Husum 2006
- Weltbürgerin der Poesie. Agnes Miegels Gedichte neu gelesen. Jahresgabe der Agnes Miegel Gesellschaft 2008
- Blaue Stunde. Gedichte. Verlag Ralf Liebe, Weilerswist 2013, ISBN 978-3-941037-95-3.
- Literatur und Freiheit von Lessing bis zur Gegenwart. Lang-Edition, Frankfurt am Main 2014, ISBN 978-3-631-64828-5.

### Herausgeberschaften
- Osmania German Annual. 3 Bände, Hyderabad 1966 ff.
- Journal of the Osmania University. Humanities & Social Sciences, Golden Jubilee Volume. Hyderabad 1968.
- Euterpe. Jahrbuch für Literatur. 10 Bände. Marne, Kiel, Husum 1983 ff.
- Jahresgaben der Goethe-Gesellschaft Kiel. bisher 7 Bände. Kiel 2001 ff.
- Poetische Landschaften. Anthologie. Husum 2001
- Poetische Porträts. Anthologie. Husum 2005
- Poetische Gärten. Anthologie. Husum 2008
- Die Chance der Poesie. Festschrift für Therese Chromik. Kiel 2009
- Anrufung des Friedens. Anthologie. Husum 2010

### Zeitschriften-Aufsätze, Essays, Vorträge
- Von der nationalen zur europäischen Universität. In: Freiburger Studentenzeitung. 1957, S. 1.
- Thomas Manns ‚Doktor Faustus‘ und die Musikphilosophie Adornos. In: Deutsche Vierteljahrsschrift für Literaturwissenschaft und Geistesgeschichte, Stuttgart 1964, S. 248–266.
- Ich-Zerfall als Thema und Stil. Untersuchungen zur dichterischen Sprache Gottfried Benns. In: Germanisch-Romanische Monatsschrift. Heidelberg 1964, S. 384–403.
- Das Wertherproblem in Thomas Manns Roman ‚Lotte in Weimar‘. In: Osmania German Annual. Band 1. Hyderabad 1966, S. 15–35.
- Gefühl und Vorsehung in Heinrich von Kleists Novelle ‚Der Zweikampf‘. In: Osmania German Annual. Band 2. Hyderabad 1967, S. 23–38.
- A Modern Image of the Poet in Georg Trakls Poem ‚Karl Kraus‘. In: Journal of the Osmania University, Humanities & Social Sciences. Golden Jubilee Volume. Hyderabad 1968, S. 47–56.
- Einführung in die althochdeutsche Sprache und Dichtung. In: Osmania German Annual. Band 3. Hyderabad 1968, S. 23–58.
- Experimentelle Prosa. In: Manfred Durzak (Hrsg.): Die Deutsche Literatur der Gegenwart. Stuttgart 1971 (1976), S. 230–256.
- mit Lore Häger: Literatur im bürgerlichen Zeitalter. In: Bettina und Lars Clausen (Hrsg.): Spektrum der Literatur. Gütersloh 1975 (15. Auflage 1990), S. 174–189.
- Die Nachtwachen des Bonaventura. ebda, S. 168 ff.
- E.T.A. Hoffmann. Der goldene Topf. ebda, S. 198 ff.
- Georg Büchner. Dantons Tod. ebda, S. 224 ff.
- Ernst Toller. Masse Mensch. ebda, S. 198 f.
- Die Konvergenz der Einzelgänger, Literatur als Integration des problematischen Individuums in die Volksgemeinschaft: Hermann Stehr – Emil Strauß – Erwin Guido Kolbenheyer. In: Horst Denkler und Karl Prümm (Hrsg.): Die deutsche Literatur im Dritten Reich. Stuttgart 1976, S. 118–137.
- Das Theater des Absurden als experimentelles Theater. In: Klaus von See (Hrsg.): Neues Handbuch der Literaturwissenschaft. Band 22. Wiesbaden 1979, S. 15–42.
- mit Angela Kandt: Film und deutsche Gegenwartsliteratur. In: Manfred Durzak (Hrsg.): Deutsche Gegenwartsliteratur. Stuttgart 1981, S. 424–443.
- ‚den Bären beim tanzen nicht zu behindern‘. Konrad Bayer und der Kopf des Vitus Bering. In:  Otto Breicha (Hrsg.): Protokolle. Wien 1983.
- Euterpe, ihre Schwestern und wir. Anmerkungen zur Rekonstruktion der Musen. In: Euterpe 1, Marne 1983, S. 512.
- Von der Aktualität der Mythen. Zur neuen Phase im Schaffen von Carl Lambertz. In: Jahrbuch der Heimatgemeinschaft Eckernförde. Band 42 (1984).
- Nach dem Avantgardismus. In: Euterpe 2, Kiel 1984, S. 5–11.
- Das Gute und Wertvolle, was erwarten wir denn? Überlegungen zu Maßgaben der Literatur und Literaturkritik. In: Euterpe 3, Husum 1985, S. 5–12.
- Progressive Universalpoesie und Avantgardismus. In: Reinhard Görisch (Hrsg.): Perspektiven der Romantik. Bonn 1987, S. 111–124.
- Von der Erneuerung der Poesie. Plädoyer für einen Paradigmenwechsel ohne falsche Alternativen. In: Euterpe 5, Husum 1987, S. 5–10.
- Zum Tod von Werner Klose. In: Euterpe 5, Husum 1987, S. 183–186.
- Schriftsteller auf der Baustelle des europäischen Hauses. In: Euterpe 7, Husum 1989, S. 5–10.
- Die Wandsbeker Botschaft. Matthias Claudius im Umschwung der Zeiten. In: Euterpe 8, Husum 1990, S. 150–159.
- Aleatorik. In: Gert Ueding (Hrsg.): Historisches Wörterbuch der Rhetorik. Band 1. Tübingen 1992, S. 319–324.
- Krieg, Flucht und Nachkriegszeit in Christine Brückners Poenichen-Roman-Trilogie. In: Reden und Schweigen in der deutschsprachigen Literatur nach 1945, Wrocław / Dresden 2006, S. 258–271.
- Der schlesische Schriftsteller Hermann Stehr. In: Dietrich Meyer (Hrsg.): Über Schlesien hinaus, Festgabe für Herbert Patzelt. Würzburg 2006, S. 277–293.
- Heinrich Heine und der Streit der Religionen. In: Bremer Beiträge zur Literatur- und Ideengeschichte. Band 49, Frankfurt am Main 2007, S. 105–130.
- Poetische Gärten. Verständigungen von Natur und Kunst. In: Poetische Gärten. Husum 2008, S. 5–6.
- Eichendorffs Dichtung im Kontext von Freiheitskrieg und Restauration. In: Zbliżenia Interkulturowe – Interkulturelle Annäherungen. Wrocław 2008, S. 87–101.
- Poesie, die bei aller Knappheit Größe hat. Die Dichterin Therese Chromik. In: E. Bialek und H. Unverricht (Hrsg.): Literarisches Liegnitz. Dresden / Wrocław 2008, S. 66–276.
- Poesie als die eigentliche Sprache des Menschen. In: Die Chance der Poesie. Festschrift für Therese Chromik. Kiel 2009, S. 40–62.